# Laura Ravetto
Laura Ravetto (Cuneo, 25 de enero de 1971) es una política italiana.
Se graduó en Derecho en la Universidad Católica de Milán y trabajó como directora legal en una multinacional farmacéutica. Fue elegida en el parlamento italiano en 2006 con Forza Italia, y posteriormente fue reelegida en 2008 y 2013 con El Pueblo de la Libertad. Ravetto fue Subsecretaria de Estado del Departamento de Relaciones con el Parlamento entre marzo de 2010 y noviembre de 2011.

## Estudios y carrera
Licenciada en Derecho por la Universidad Católica del Sagrado Corazón de Milán, antes de dedicarse a la política trabajó como directora de asuntos jurídicos en la filial italiana de la multinacional farmacéutica Schering AG.

## Política
En las elecciones de 2006 fue elegida para la Cámara de Diputados, en las listas de Forza Italia en la circunscripción de Lombardía 1. Luego fue reelegida en 2008 en la lista del Pueblo de la Libertad. Se le asignó el cargo de presidenta de la delegación parlamentaria italiana en la Iniciativa de Europa Central.
Tras el Congreso Nacional realizado del 27 al 29 de marzo de 2009 en Roma, fue nombrada Jefa Nacional del sector de Comunicación, imagen y propaganda del Pueblo de la Libertad. El 23 de abril de 2009 en Roma, el presidente de la Cámara, Gianfranco Fini, con motivo del encuentro con la Presidenta de la Cámara de Diputados rumana, Roberta Anastase, la nombró Presidenta del grupo de amistad Italia-Rumanía.
Fue nominada para las elecciones al Parlamento Europeo de 2009 en la circunscripción del noroeste de Italia en la lista PdL, obteniendo, 7715 preferencias, insuficientes para ser elegida.
El 1 de marzo de 2010 fue nombrada subsecretaria de Estado para las relaciones con el Parlamento del Berluconi y permaneció en el cargo hasta el 16 de noviembre de 2011.
En las elecciones parlamentarias de 2013 fue reelegida diputada por el PdL en la circunscripción de Lombardía 2.
En las elecciones de 2018 fue reelegida a la Cámara en la circunscripción uninominal de Como. El 6 de octubre de 2019 fue nombrada responsable del departamento de inmigración de Forza Italia.

## Vida personal
Desde el 4 de junio de 2016 está casada con el exdiputado del Partido Demócrata Dario Ginefra. Walter Veltroni los unió en matrimonio.
En enero de 2018, a los 47 años, se convirtió en madre de una pequeña, Clarissa Delfina.